# Phẫu diện đất

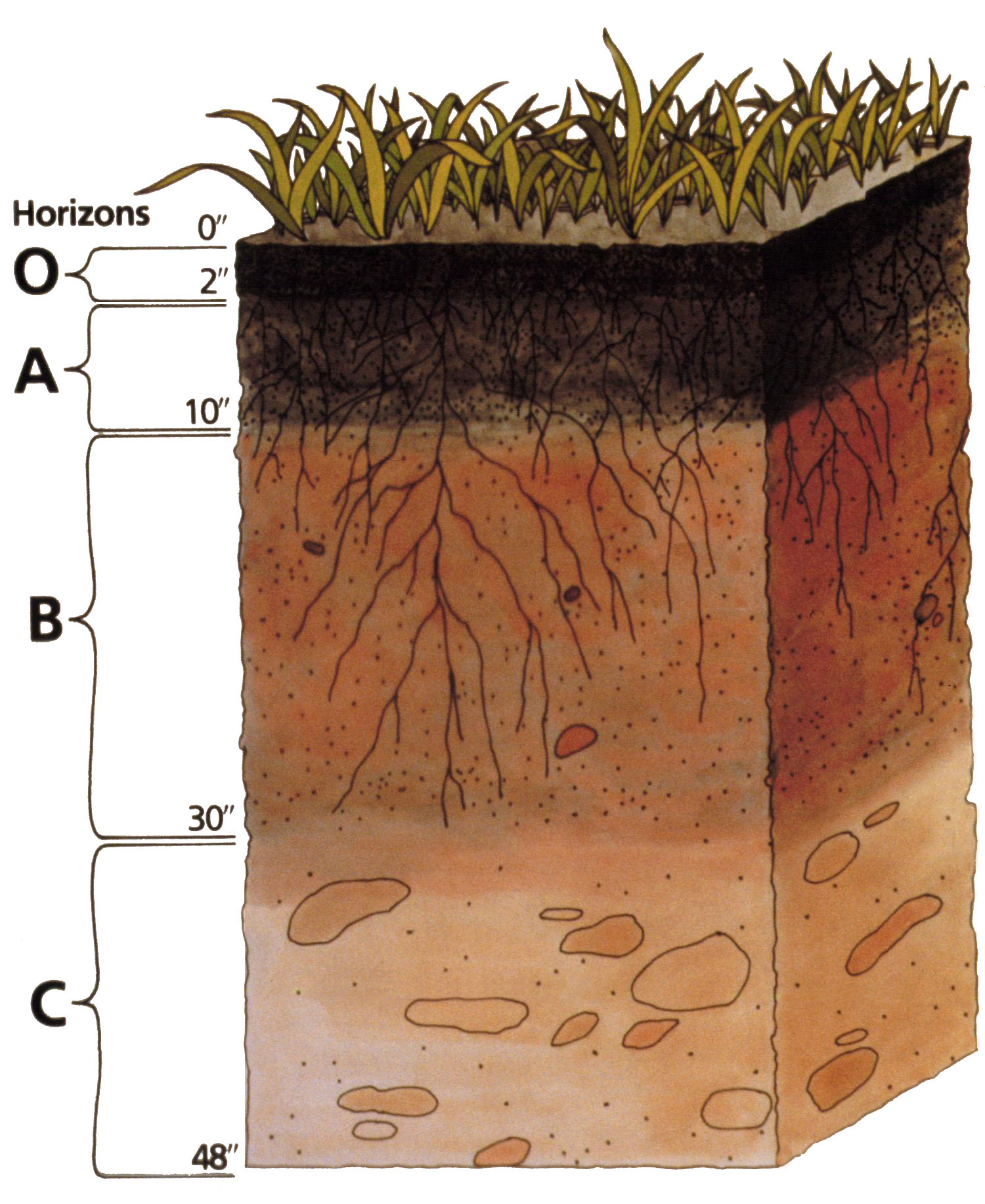
phẫu diện đất.

Phẫu diện đất là bề mặt cắt thẳng đứng từ trên mặt đất xuống đến tầng đá mẹ. Tùy từng điều kiện sinh hóa và các tác nhân bên ngoài mà phẫu diện đất có thể có đủ hoặc không đầy đủ các lớp đất, tầng đất. Phẫu diện lý tưởng có đầy đủ các tầng đất: A0, A1, A2, A3, B1, B2, B3, C, D (theo chiều thẳng đứng từ trên xuống).

## Tầng A0
Tầng thảm mục ký hiệu A0, là tầng bề mặt trên cùng của phẫu diện đất. Tầng này chứa các cành khô, lá mục chưa phân giải hoặc đã phân giải trên bề mặt. Tầng này chỉ có ở đất dưới tán rừng, đặc biệt là nơi nào có sự trả lại chất hữu cơ cho đất mạnh, kết hợp với điều kiện phân giải chất hữu cơ không thuận lợi. Người ta còn có thể phân nhỏ tầng đất này thành các lớp, tùy thuộc hiện trạng phân hủy của vi sinh vật.

### Lớp A0'
Lớp chứa những vật thể hữu cơ rơi rụng vẫn còn nguyên hình dạng ban đầu.

### Lớp A0' '
Lớp chứa những vật thể hữu cơ đã bán phân hủy, đã mềm nhũn, màu sắc biến đổi gần như là màu nâu và có các sợi nấm chằng chịt, những sợi nấm này có thể bó những vật thể hữu cơ thành từng bánh, từng tấm khi lật nó lên, thường thì lớp này có mùi hắc hắc như mùi kháng sinh.

### Lớp A0' ' '
Là lớp chưa các vật thể hầu hết đã phân giải, hầu như không còn hình dáng ban đầu, màu nâu, độ ẩm lớn, độ chua cao, người ta có thể gọi đây là lớp mùn khô.

## Tầng A1
Là tầng hình thành mùn, có màu đen, cường độ màu phụ thuộc nhiều vào hàm lượng mùn có trong đất. Tầng đất A1 thường là tơi xốp, có kết cấu viên hạt, chứa nhiều chất dinh dưỡng khoáng, nhiều vi sinh vật. Những nơi xuất hiện tầng đất A1 thì đất phì nhiêu phong phú, thường là đất dưới tán rừng, đồng cỏ, nơi hàm lượng chất hữu cơ trả lại cho đất khá phong phú.

## Tầng A2
Tầng A2 là tầng đất rửa trôi, do vậy tầng này thường có màu hơn so với tấng đất A1 và A3. Tầng đất này nghèo dinh dưỡng, đất chua, chứa chủ yếu là cát thứ sinh (thạch anh thứ sinh) hạt nhỏ mịn. Nghèo vi sinh vật, mùn, dinh dưỡng. Tầng này thường thấy ở đặc trưng của đất potzon.

## Tầng A3
Tầng đất chuyển tiếp từ A xuống B, vừa mang tính chất của tấng đất A vừa mang tính chất của tầng đất B, tuy nhiên nó mang tính chất của tầng đất A nhiều hơn, đôi khi người ta còn ký hiệu nó là tầng AB.

## Tầng B1
Là tầng đất chuyển tiếp từ các tầng đất A xuống các tầng đất B, nhưng mang tính chất tầng đất B nhiều hơn, người ta cũng có thể sử dụng ký hiệu BA để chỉ tầng đất này.

## Tầng B2
Là tầng tích tụ điển hình, chứa một số chất bị rửa trôi từ các tầng đất phía trên xuống.

## Tầng B3
Tầng B3 là tầng đất chuyển tiếp từ B sang C, nó vừa mang tính chất của tầng đất B2 vừa mang tính chất của tầng C. Người ta còn ký hiệu nó là tầng BC.

## Tầng C
Tầng mẫu chất khí hiệu là C, tầng C là sản phẩm phong hóa từ đá, nó đã bị tơi xốp, đã có khả năng chứa khí, chứa nước nhưng độ phì chưa hoàn thiện. Thông thường nó vẫn còn giữ nguyên vết nứt của đá, nhưng dùng cuốc xẻng cũng có thể cạo được.

## Tầng D
Đôi khi được ký hiệu là R, là tầng đá mẹ, đá nền. Tầng này được xét vào phẫu diện đất tuy nhiên lại không phải là tầng đất, nó được quan tâm chủ yếu bởi các ngành xây dựng, giao thông, thủy lợi, mỏ địa chất.
Trên phẫu diện đất, người ta phân tầng chủ yếu dựa vào các đặc điểm riêng của các tầng cũng như các chỉ tiêu cụ thể: màu, kết cấu, thành phần cơ giới, độ chặt, tỷ lệ đá lẫn, kết von, rễ cây, chất mới sinh có nguồn gốc động vật.